# Tom Cotton
Tom Cotton, właśc. Thomas Bryant Cotton (ur. 13 maja 1977 w Dardanelle, Arkansas) – amerykański polityk, senator ze stanu Arkansas od roku 2015, członek Partii Republikańskiej.

## Odznaczenia i wyróżnienia
- Combat Infantryman Badge[1]
- Army Airborne Basic Parachutist Badge[1]
- Air Assault Badge[1]
- Ranger Tab[1]
- 101st Airborne Division Combat Service ID Badge[1]
- 506th Infantry Regimental Distinctive Insignia[1]
- Brązowa Gwiazda[1]
- Medal Pochwalny Sił Lądowych (dwukrotnie)[1]
- Medal za Osiągnięcie Sił Lądowych[1]
- Medal za Osiągnięcie Sił Powietrznych[1]
- Medal Służby Obrony Narodowej[1]
- Medal Kampanii w Afganistanie z dwiema gwiazdami[1]
- Medal Kampanii w Iraku z jedną gwiazdą[1]
- Medal Służby w Globalnej Wojnie z Terroryzmem[1]
- Army Service Ribbon[1]
- Army Overseas Service Ribbon[1]
- Medal NATO[1]